# Emballonura beccarii
Emballonura beccarii är en fladdermusart som beskrevs av Peters och Giacomo Doria 1881. Emballonura beccarii ingår i släktet Emballonura och familjen frisvansade fladdermöss. IUCN kategoriserar arten globalt som livskraftig.
Inga underarter finns listade i Catalogue of Life. Wilson & Reeder (2005) skiljer mellan tre underarter.
Denna fladdermus förekommer med flera från varandra skilda populationer på Nya Guinea och på mindre öar i regionen. Den vistas i låglandet och i bergstrakter upp till 1500 meter över havet. Habitatet utgörs av skogar där arten ofta flyger över vattendrag eller över skogsgläntor.
Individerna vilar främst i grottor och jagar insekter. Per år föds en eller två ungar.